# Charlie Lennon (violinista)
Charles Oliver Lennon (julio de 1938 - 8 de junio de 2024) fue un músico, violinista, compositor y pianista irlandés.

## Primeros años y educación
Charles Oliver Lennon nació como el menor de cuatro hijos de Jim y Sally Lennon en Kiltyclogher en julio de 1938. Lennon aprendió a tocar instrumentos como el violín y el piano desde temprana edad, y se unió a varias bandas de céilí durante su adolescencia. Se graduó en Física Nuclear por la University of Liverpool.

## Carrera
La carrera de Lennon abarcó más de 50 años. Sus composiciones incluyen The Twelve Pins, The Smiling Bride, The Road to Cashel, Lennon's No.4, The Handsome Young Maidens y The Bag of Money. Sus grabaciones incluyen Lucky in Love, The Emigrant Suite, Flight from the Hungry Land, Island Wedding, Time for a Tune, Aifreann Chaomháin y Áille Na hÁille, The Dance of the Honey Bees y Dusk 'Till Dawn.
El libro de composiciones de Lennon, *Memorias Musicales*, fue publicado en 1993. Lennon fue galardonado con el título de Ard-Ollamh por el Comhaltas Ceoltóirí Éireann en 2005. Fue el Compositor del Año 2006 de TG4. El segundo libro de composiciones de Lennon, *Memorias Musicales Volumen 2*, se publicó en 2012. Recibió el Premio de Oro de IMRO en 2020.
Lennon también enseñó en tercer nivel en la University of Galway. Se mudó a Spiddal después de su jubilación, donde abrió un estudio de grabación.

## Vida personal y fallecimiento
Lennon se casó con la cantante de sean-nós Síle Ní Fhlaithearta en 1966, con quien tuvo 3 hijos y 8 nietos. Era tío de Maurice Lennon.
Lennon falleció en el University Hospital Galway el 8 de junio de 2024, a la edad de 85 años.

## Discografía selecta

### Composiciones
- The Twelve Pins
- The Smiling Bride
- The Road to Cashel
- Lennon's No.4
- The Handsome Young Maidens
- The Bag of Money

### Grabaciones
- Lucky in Love
- The Emigrant Suite
- Flight from the Hungry Land
- Island Wedding
- Time for a Tune
- Aifreann Chaomháin
- Áille Na hÁille
- The Dance of the Honey Bees
- Dusk 'Till Dawn